# Hogna radiata
Hogna radiata är en spindelart som först beskrevs av Pierre André Latreille 1819.  Hogna radiata ingår i släktet Hogna och familjen vargspindlar.

## Underarter
Arten delas in i följande underarter:
- H. r. clara
- H. r. minor